# Супрун, Ульяна
Улья́на-Наде́жда Супру́н  (укр. Уляна-Надія Супрун, урождённая Ю́ркив (англ. Jurkiw, укр. Юрків); род. 30 января 1963, Детройт, штат Мичиган, США) — украинский общественный и государственный деятель, с 1 августа 2016 по 29 августа 2019 года — исполняющая обязанности министра здравоохранения Украины.

## Биография

### Ранние годы, образование
Ульяна Юркив родилась в Детройте (США) в семье украинского происхождения. Посещала украинскую грекокатолическую церковь, состояла в украинской скаутской организации «Пласт». Первый раз побывала на Украине с родителями, когда ей было 11 лет.
Получила медицинское образование в Университете штата Мичиган.
С 1981 по 1985 год обучалась в Университете Уэйна, где получила степень бакалавра естественных наук в области биологии. В 1985—1989 годах обучалась в Колледже медицины человека при Университете штата Мичиган, получила степень доктора медицины (MD, врач). В 1989—1990 годах прошла промежуточную годовую программу резидентуры в больнице «Бомонт» (Beaumont) (Дирборн, штат Мичиган), входящей в систему здравоохранения «Оаквуд» (Oakwood).

### Профессиональная деятельность
С 1990 по 1994 год работала врачом-резидентом по радиологической диагностике в больнице «Синай» в Детройте.
Ульяна Супрун — младший клинический профессор. С 1995 по 1999 год работала в диагностической радиологии женского здоровья в Нью-Йорке, впоследствии стала исполняющей обязанности директора в области диагностической радиологии молочных желез в больнице Генри Форда в Детройте.
С 2000 года Супрун работала заместителем главного врача-радиолога в Диагностической радиологии женского здоровья (Медикал Имеджинг оф Манхэттен), позже стала заместителем медицинского директора и партнёром этого медицинского центра, где работала до 2009 года.
Член наблюдательного совета Первого добровольческого медицинского госпиталя им. Николая Пирогова, член Медиков Майдана, член отделения Союза украинской молодежи в Нью-Йорке (1995—2013), член Украинского конгрессового комитета Америки (1990 — по настоящее время), директор Совета по оказанию гуманитарной помощи украинцам, УККА (1997—1999), президент Украинско-американской ассоциации гражданских свобод (2000—2009).

### Переезд на Украину

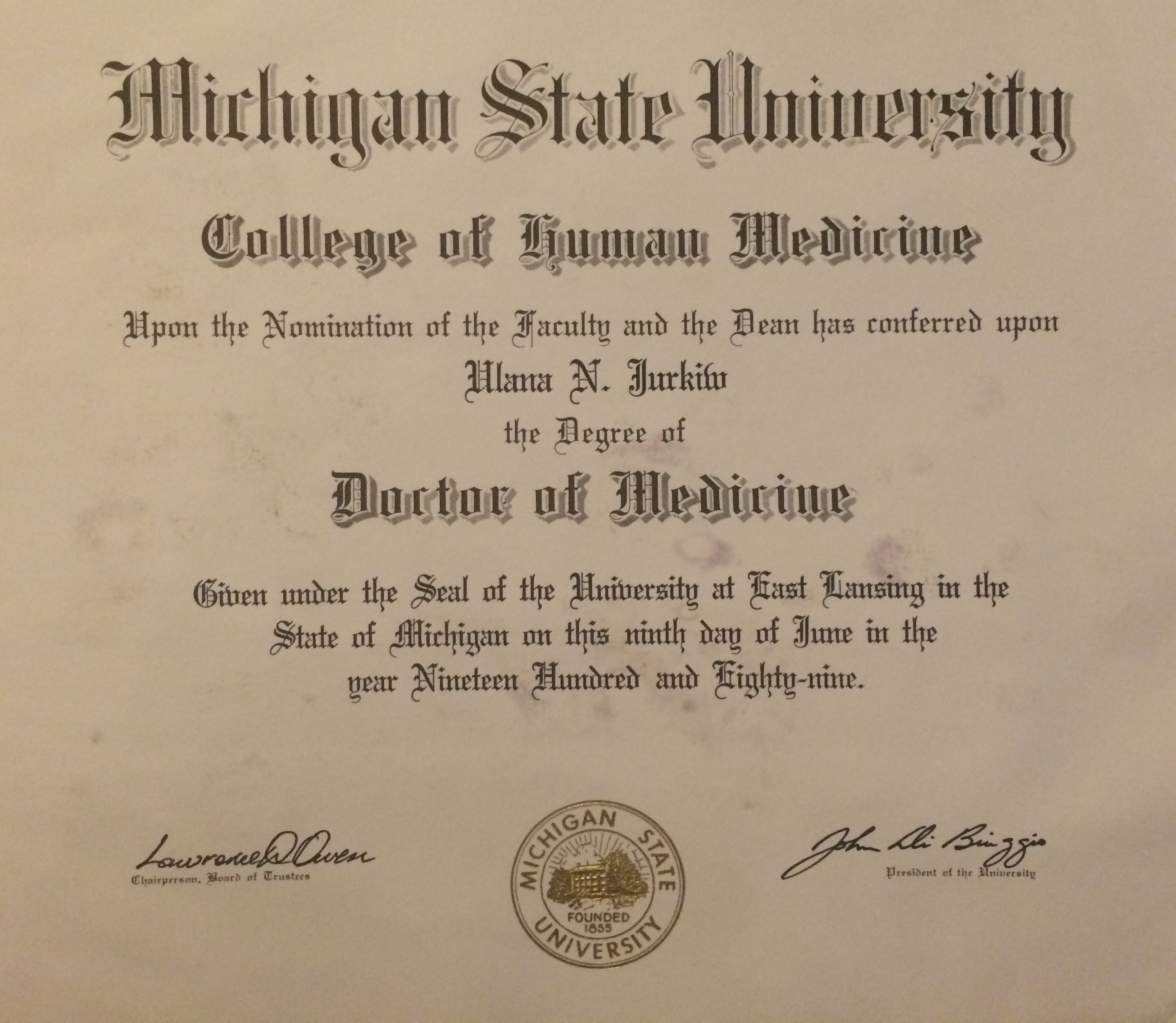
Диплом врача, полученный Ульяной Юркив в Университете штата Мичиган

Осенью 2013 года вместе с мужем Марко Супруном решили переехать на Украину. Поэтому 29 ноября во время политического кризиса была в Киеве на Майдане. В середине декабря Супрун попыталась устроиться в медицинскую службу Евромайдана в Доме профсоюзов, однако, по словам министра здравоохранения Украины (2014) Олега Мусия, он выгнал её через три дня, а все сведения о её активной работе в этой службе являются «фейком и неправдой». Впоследствии Супрун возглавила гуманитарные инициативы Всемирного конгресса украинцев и основала общественную организацию «Защита патриотов» (укр. Захист Патріотів), в задачу которой входит улучшение медицинской помощи гражданам Украины, особенно ветеранам боевых действий.
После переезда на Украину стала директором гуманитарных инициатив Всемирного конгресса украинцев, основала общественную организацию «Защита патриотов». В октябре 2015 года стала основателем и директором Школы реабилитационной медицины Украинского католического университета. Также была внештатным консультантом комитета Верховной рады по вопросам здравоохранения
11 июля 2015 года президент Украины Пётр Порошенко подписал указы о принятии в гражданство Украины супругов Ульяны и Марка Супрун.

### Минздрав Украины
12 июля 2016 года президент Украины Пётр Порошенко поддержал предложение премьер-министра Владимира Гройсмана о назначении Ульяны Супрун заместителем Министра здравоохранения Украины. 22 июля 2016 года Кабинет министров Украины назначил Ульяну Супрун заместителем министра здравоохранения Украины. 1 августа 2016 года Супрун начала исполнять обязанности Министра здравоохранения. 30 ноября 2016 года правительство приняло 10 постановлений, которые закладывают основы реформирования системы здравоохранения на Украине и решают оперативные вопросы управления медицинской сферой. В частности, утверждены две концепции — реформы финансирования системы здравоохранения и развития системы общественного здоровья. 8 июня 2017 года Верховная рада приняла в первом чтении законопроект № 6327, который вводит новую модель финансирования системы здравоохранения.
В свете продолжающейся на Украине эпидемии туберкулёза, Ульяна Супрун заявила, что количество носителей инфекции составляет около 50 % населения страны, и каждый четвёртый случай является мультирезистентным. По её мнению их лечение необходимо осуществлять амбулаторно без госпитализации с помощью регулярного приёма лекарств.
1 ноября 2018 года были введены российские санкции против 322 граждан Украины, включая Ульяну Супрун.
5 февраля 2019 года окружной административный суд города Киева, частично удовлетворяя иск народного депутата Украины Игоря Мосийчука, принял решение о запрете исполнения полномочий Министра здравоохранения Украины Ульяной Супрун. Суд запретил ей «совершать любые действия, направленные на реализацию полномочий министра». Суд мотивировал решение тем, что исполнять обязанности министра можно не дольше одного месяца, а в случае Супрун это длится уже более двух лет. Кроме того, в иске Мосийчука говорится о том, что Супрун не стала отказываться от гражданства США после получения в 2015 году украинского паспорта, что противоречит Закону «О гражданстве Украины». На 11 февраля назначено рассмотрение ходатайства от Министерства юстиции об отмене данного запрета. 14 февраля решением суда Ульяна Супрун была восстановлена в своей должности.
29 августа 2019 года, в день назначения нового премьер-министра, Супрун подала в отставку.

## Публичный образ
Публичный образ в СМИ и по словам самой Ульяны — Доктор Смерть. Также ряд политиков и чиновников, которые критикуют медицинскую реформу, ранее неоднократно публично называли Ульяну Супрун прозвищем «Доктор Смерть». По словам самой Ульяны, она «смерть советской медицины».

## Семья
- Муж (с 1991)[31] — Марко Супрун — канадец украинского происхождения, режиссёр, сценарист, философ и политолог, радиоведущий — ведёт програму «Ukraine Calling» («Говорит Украина») на «Громадському радио», ведущий на ютубканале «StopFake English», основатель вместе с женой волонтёрского проекта «Защита патриотов», кинопродюсер[2][32][33][34].
- Отец — Джордж Гарри Юркив (род. 1935) — бывший акционер и вице-президент компании «North American Controls», военный подрядчик, участвовал в производстве танка M1 Abrams, пожертвовал 100 тыс. долларов на украинскую военную медицину[31].
- Мать — Зеновия Юркив.